# Bygelkanna
Bygelkanna (engelska Stirrup jar) är det moderna namnet på en viss typ av antika grekiska vaser som har en mer eller mindre klotrund kropp, smal pip och bygelformat handtag.
Bygelkannorna som främst användes som behållare för välluktande oljor var främst vanliga under slutet av bronsåldern, cirka 1 500 – 1 050 f.Kr. och kom att spridas över stora delar av medelhavsområdet.